# 워런 윈슬로
워런 윈슬로(Warren Winslow, 1810년 1월 1일 ~ 1862년 8월 16일)는 미국의 정치인이며, 제33대 노스캐롤라이나주 주지사를 역임했다.

## 학력
- 노스캐롤라이나 대학교 채플힐

## 경력
- 1854.11 ~ 1856.11 제70대 미국 노스캐롤라이나주 제20구 상원의원
- 1854.11 ~ 1856.11 노스캐롤라이나주 상원의장
- 1854.12 ~ 1855.01 제33대 노스캐롤라이나주 주지사
- 1855.03 ~ 1861.03 제34·35·36대 미국 노스캐롤라이나 제3구 연방 하원의원

## 역대 선거 결과
| 선거명      | 직책명                              | 대수 | 정당   | 득표율 | 득표수  | 결과 | 당락                           |
| ----------- | ----------------------------------- | ---- | ------ | ------ | ------- | ---- | ------------------------------ |
| 1854년 선거 | 상원의원 (노스캐롤라이나 제20부)    | 70대 | 민주당 | 68.02% | 619표   | 1위  | 노스캐롤라이나 주의원 당선     |
| 1855년 선거 | 하원의원 (노스캐롤라이나 제3선거구) | 34대 | 민주당 | 54.94% | 5,929표 | 1위  | 노스캐롤라이나주 하원의원 당선 |
| 1857년 선거 | 하원의원 (노스캐롤라이나 제3선거구) | 35대 | 민주당 | 80.98% | 6,337표 | 1위  | 노스캐롤라이나주 하원의원 당선 |
| 1859년 선거 | 하원의원 (노스캐롤라이나 제3선거구) | 36대 | 민주당 | 78.81% | 4,774표 | 1위  | 노스캐롤라이나주 하원의원 당선 |